# Thomas Wöbke
Thomas Wöbke (* 21. Februar 1962 in München) ist ein deutscher Filmproduzent.
Wöbke war zunächst als freier Mitarbeiter beim Fernsehen tätig.  
1992 gründete er mit Jakob Claussen die Produktionsfirma Claussen & Wöbke in München, die seit 2003 mit der Mitgesellschafterin Uli Putz als Claussen+Wöbke+Putz Filmproduktion firmiert. 2010 schied Thomas Wöbke auf eigenen Wunsch aus der Geschäftsführung aus, verblieb jedoch weiterhin als Gesellschafter. Seitdem arbeitet er als freier Produzent und gründete die BerghausWöbke Filmproduktion. 
Wöbke gewann in den Jahren 1996 für Nach Fünf im Urwald, 2004 für Lichter, 2009 für Krabat und 2025 für September 5 jeweils den Bayerischen Filmpreis.
2003 gehörte er zu den Gründungsmitgliedern der Deutschen Filmakademie.

## Filmografie (Auswahl)
- 1994: Himmel und Hölle
- 1996: Nach Fünf im Urwald
- 1996: Jenseits der Stille
- 1998: 23 – Nichts ist so wie es scheint
- 1999: Anatomie
- 2000: Crazy
- 2001: Herz im Kopf
- 2001: Was tun, wenn’s brennt?
- 2003: Lichter
- 2003: Anatomie 2
- 2003: Verschwende deine Jugend
- 2004: Sommersturm
- 2006: Die Österreichische Methode
- 2006: Trade – Willkommen in Amerika
- 2007: Stellungswechsel
- 2008: Krabat
- 2009: Maria, ihm schmeckt’s nicht!
- 2011: Hell
- 2017: Luna
- 2019: Golden Twenties
- 2019: Mein Ende. Dein Anfang.
- 2021: Tides
- 2021: Monday um Zehn
- 2024: September 5 – The Day Terror Went Live

## Auszeichnungen
- 2025: Filmpreis der Stadt München für sein Gesamtwerk[1]